# Jerônimo Vilela de Castro Tavares
Jeronymo Villela de Castro Tavares (Recife,  8 de outubro de 1815 — Recife, 25 de abril de 1869) foi um advogado, jornalista, professor, poeta satírico e político brasileiro.
Era irmão de Joaquim Vilela de Castro Tavares e tio de Carneiro Vilela.
Foi promotor público nas cidades pernambucanas do Cabo e Rio Formoso; professor nos cursos jurídicos de Olinda; secretário da presidência da província de Pernambuco (1847); diretor da Instrução Pública (1859); e colaborador de vários jornais recifenses, entre os quais o Diário Novo e Aurora.
Foi um dos líderes da Revolta Praieira, sendo preso em 3 de fevereiro de 1849 e remetido à Ilha de Fernando de Noronha, condenado à prisão perpétua. Doente, foi trazido de volta ao Recife, onde ficou preso na Fortaleza do Brum. Em 1851 foi perdoado, libertado e reintegrado no cargo de professor.
Foi deputado em cinco legislaturas pela província de Pernambuco.
Em 1853 publicou Compêndio do Direito Eclesiástico.